# Little Round Lake
Little Round Lake é uma Região censo-designada localizada no estado norte-americano de Wisconsin, no Condado de Sawyer.

## Demografia
Segundo o censo norte-americano de 2000, a sua população era de 948 habitantes.

## Geografia
De acordo com o United States Census Bureau tem uma área de 23,5 km², dos quais 22,9 km² cobertos por terra e 0,6 km² cobertos por água.

## Localidades na vizinhança
O diagrama seguinte representa as localidades num raio de 20 km ao redor de Little Round Lake.